# 福島邦夫
福島 邦夫（ふくしま くにお、1950年 - ）は、日本の民俗学者。学位は、社会学修士（慶應義塾大学・1981年）。長崎大学名誉教授。

## 来歴
1973年に慶応義塾大学法学部政治学科を卒業し、引き続き同大学大学院社会学研究科に進む。1981年に社会学研究科社会学専攻を修了して社会学修士の学位を取得した。
1989年に長崎大学教養部助教授に就任し、1994年に同教授に昇進した。1996年に長崎大学留学センターに移り、翌年環境科学部の教授となる。2013年には長崎大学水産環境総合研究科教授となった
2018年に長崎大学を定年で退官した。

## 出版物等
- 長崎大学文化環境研究会 編『環境と文化―“文化環境”の諸相』「九州沿岸部における巫女の伝統-対馬・壱岐を中心に-」、九州大学出版会、2000年。 ISBN 978-4873786391
- 長崎大学文化環境／環境政策研究会 編『環境科学へのアプローチ』「環境と民俗」、九州大学出版会、2001年。 ISBN 978-4873786841
- 福田晃・山下欣一 編『巫覡・盲僧の伝承世界 第二集』「対馬の祭文の世界から─「四方立御子祈祷」と「四せつのうた」及び多田祭文をめぐって─」、三弥井書店、2003年。 ISBN 978-4838230815
- 梶原正昭 編『平家語り伝統と形態』「盲人と語り物-瞽女唄・段物を素材に」有精堂、1994年。 ISBN 978-4640302908
- 宮田登、坂本要 編『仏教民俗学大系　8　俗信と仏教』「祭文と祓い-瞽女と盲僧の伝承を中心にして」名著出版、1992年。 ISBN 4626014577
- 十時嚴周 編著『現代の社会変動 世界のなかの日本社会』慶應義塾大学出版会、1992年。 ISBN 978-4766405095
- 瀬戸内寂聴、藤井正雄『仏教行事歳時記 〈１１月〉 篭り』「高干穂神楽と山の神」第一法規出版、1989年。ISBN 978-4474101616
- 岩本通弥、倉石忠彦、小林忠雄 編『都市民俗学へのいざない 〈２〉 情念と宇宙』雄山閣、1989年。ISBN 978-4639008743
- 宮家準 編『山の祭りと芸能 (上) 』平河出版社、1984年。ISBN 978-4892030796
- 宮家準 編『山の祭りと芸能 (下) 』平河出版社、1984年。ISBN 978-4892030802
- 宮家準 編『修験者と地域社会―新潟県南魚沼の修験道』「修験者の活動」名著出版、1981年。ISBN 978-4626001054
- 宮家準 編『修験集落八菅山』「八菅修験の儀礼」(pp.61-85) 慶應義塾大学文学部宮家準研究室、1978年。

など。